# Sisyrinchium paucispathum
Sisyrinchium paucispathum är en irisväxtart som beskrevs av Pierfelice Ravenna. Sisyrinchium paucispathum ingår i släktet gräsliljor, och familjen irisväxter. Inga underarter finns listade i Catalogue of Life.